# Banoo Main Teri Dulhann
Banoo Main Teri Dulhann (deutsch: Ich werde deine Braut sein) ist eine indische Seifenoper, die erstmals 2006 im Indischen Fernsehen auf Zee TV ausgestrahlt wurde. Es wurde später auf Ariana TV, einem afghanischen Kanal ausgestrahlt. Es ist die Geschichte von Vidya, einer jungen Frau aus bescheidenen Verhältnissen, und ihrem Mann Sagar, dem Sohn eines reichen Adligen. Beide kämpfen gegen Mord und Intrigen der bösartigen Sindoora.

## Inhalt
Die Geschichte handelt von der schönen Vidya, die im dörflichen Benaras in bescheidenen Verhältnissen lebt. Sie wird von ihren Angehörigen ausgebeutet und man erlaubt ihr nicht, sich zu bilden. Eines Tages kommt der lokale Landherr (indisch: Thakur) Rajendra Pratap Singh in das Dorf, um eine Frau für seinen Sohn Sagar zu finden. Vidya und Sagar treffen sich das erste Mal, als Sagar im Ganges badet, während Vidya dort Kleider wäscht. Als Rajendra Vidya sieht, beschließt er, dass Vidya seine Schwiegertochter werden wird.
An ihrem Hochzeitstag findet Vidya heraus, dass Sagar seit einem Unfall geistig zurückgeblieben ist und nicht wahrnimmt, dass er verheiratet ist. Sindoora, Sagars bösartige Stiefschwester, verwickelt Rajendra in einen heftigen Streit, worauf dieser einen Herzinfarkt erleidet und stirbt. Sagar wird der Alleinerbe von Rajendras Vermögen, doch Sindoora will das Erbe an sich reißen und setzt dafür alle Hebel in Bewegung. Zusammen mit ihren beiden Schwestern Mahua und Chandra bedrängt sie Vidya ohne Unterlass.
Sagar und Vidya lieben sich innig, auch wenn Sagar den Verstand eines Kleinkindes hat. Vidya erfährt von einer Klinik, in der Sagar geheilt werden kann. Sie bringt ihn dorthin und nach einer Operation wird Sagar wieder normal – mit einer fürchterlichen Auswirkung: Sagar erinnert sich nur noch an das Leben vor seinem Unfall. Er erinnert sich nicht an die Hochzeit und weigert sich, Vidya als seine Frau anzuerkennen. Er kehrt zu seiner Familie zurück und lässt nur widerwillig zu, dass Vidya ihm folgt. Nach einer Zeit beginnt er sich wieder zu erinnern und versöhnt sich mit Vidya. Er erinnert sich auch, dass der Unfall damals kein Unfall war, sondern dass Sindoora ihn umbringen wollte, um an seinen Erbteil zu gelangen.
Auf der Flucht vor Sindoora werden beide von ihr an einer Klippe gestellt. Sindoora schießt erst auf Vidya, dann auf Sagar. Mit letzter Kraft ergreift Sagar Vidyas Hand und teilt Sindoora mit, dass die Geschichte noch nicht vorüber ist und Vidya zurückkommen wird. Daraufhin tötet Sindoora beide endgültig mit einem weiteren Schuss.
21 Jahre später: Amar und Divya (Die Reinkarnationen von Sagar und Vidya)
Sagar und Vidya werden noch in derselben Nacht ihres Todes als Amar und Divya wiedergeboren. 21 Jahre später sind das genaue Gegenteil zu ihrem vorherigen Leben. Amar ist ein Fremdenführer in Benaras und Divya ist eine moderne Frau aus der Stadt. Sie treffen sich auf ähnliche Weise, wie in ihrem früheren Leben. Nach einem holprigen Start werden beide Freunde, wie es das Schicksal will, und verlieben sich. Schließlich heiraten sie und ihre Bestimmung führt beide in den Haushalt des Landherren. Beide haben öfters Flashbacks, können sich aber nicht an die damaligen Geschehnisse erinnern. Erst als Sindoora nach einem Streit auf Divya schießt, erinnert sie sich an alles.
Divya versucht Amar davon zu überzeugen, dass Sinoora verantwortlich für ihren damaligen Tod ist. Amar widersetzt sich zunächst dieser Vorstellung, kann sich aber schließlich daran erinnern. Zusammen mit Bharat, Sindooras Sohn, der erkannt hat, dass seine Mutter bösartig ist, gelingt es Amar und Divya die Widersacherin zu überwältigen. Während des Kampfes fällt Sindoora in einen See. Ihre Leiche wird nicht gefunden, und man nimmt an, dass sie von Krokodilen gefressen worden ist.
Amar und Dyvia leben glücklich, als Sinoora wieder in ihr Leben tritt. Sie verletzt bei einem Angriff die schwangere Dyvia so schwer, dass diese nach der Geburt ihrer Tochter ins Koma fällt. Nach einiger Zeit erwacht Dyvia aus dem Koma, aber die Intrigen von Sinoora haben bewirkt, dass Amar zum Tode verurteilt wurde und im Gefängnis sitzt. Sindoora kidnappt Divyas Baby und droht damit, es von einem Baum zu Tode zu stürzen. Bharat ruft die Polizei, die in letzter Minute eintrifft und sieht, wie Sindoora das Baby drohend in der Luft baumeln lässt. Es wird klar, dass Amar unschuldig ist. 30 Sekunden vor der Hinrichtung erreichen sie den Henker und können seinen Tod abwenden. Amar ist gerettet und Sinsoora wird verhaftet.
Epilog:
Sindoora wird im Gefängnis verrückt. Divya und Amar heiraten erneut im Kreis ihrer gesamten Familie. Sindooras bösartiges Treiben hat schließlich nach 25 Jahren ein Ende gefunden. Divya und Amar finden ihren Frieden und die Serie mit der Einblendung Die Liebe kann niemals sterben ihr märchenhaftes Happy End.

## Rollen

### Protagonisten
- Vidya Partap Singh: Sagars Ehefrau, Kausalya's Tochter, gestorben / Divya (Reinkarnation von Vidya), heiratet Amar
- Sagar Partap Singh: Vidyas Mann, Sohn von Rajendra und Uma Partap Singh, gestorben / Amar (Reinkarnation von Sagar), heiratet Divya
- Rajendra Partap Singh: Sagars, Sindooras, Mahua's und Chandras Vater, Schwiegervater von Vidya, Umas Mann, gestorben
- Uma Partap Singh: Sagars Mutter, Rajendras 2. Frau, Sindooras, Mahuas und Chandras Stiefmutter
- Aniket: Sindooras Ex-Mann, Bharats Vater
- Mahua Singh: Rajendras Tochter, Rajeevs Frau, Amars Mutter, früher Antagonist, später Protagonist
- Rajeev Kumar: Mahuas Mann, verschwindet
- Chandra Singh: Rajendras jüngste Tochter, Frau von Harsh, wurde vom Antagonist zum Protagonist
- Kausalya: Vidyas Mutter
- Hema Chachi: Shalus Mutter, Kamnas Oma
- Chacha: Shalus Vater, Kamnas Opa, Protagonist
- Shalu Chachi: Chinus Frau, Kamnas Mutter, vermisst
- Chinu: Mann von Shalu, Kamnas Vater, Sagars Cousin, vermisst
- Aditi: Bharats Ex-Frau und Karans Frau
- Chintu: Amars jüngerer Bruder,  ist der eigentliche Bruder von Samrat
- Sameer: adoptierter Sohn von Vidya und Sagar
- Bharat Singh: Sohn von Aniket und Sindoora, läuft von zu Hause weg und wird vor 22 Jahren nie wieder gesehen
- Mister B.S. (Bharat Singh): Sohn von Aniket und Sindoora nach 22 Jahren, Protagonist, wird Antagonist und täuscht vor Amar zu hassen, nimmt von ihm das Unternehmen und wird später wieder ein Protagonist

### Antagonisten
- Sindoora Partap Singh: Rajendras älteste Tochter, Bharats Mutter, Anikets Frau, Mörder von Vidya und Sagar
- Kartik: Mahuas Ex-Mann, wahrscheinlich gestorben
- Harsh: Mann von Chandra, lebenslänglich im Gefängnis
- Kamna: Tochter von Shalu und Chinu, schwanger von Samrats Kind, Samrats Verlobte
- Viren: Divyas und Samrats alter Freund
- Samrat: Falscher Sohn von Rajeev und Mahua, seine biologischen Eltern sind die "Eltern" von Amar
- Bindiya: Amars Kindheits-Freundin, seine Ex-Verlobte, Pro- und Antagonist

## Entwicklung
Banoo Main Teri Dulhann wurde erstmals am 14. August 2006 im Indischen Fernsehen ausgestrahlt und direkt nach dem Start ein Hit. Es brachte den Sender Zee TV auf die vordersten Ränge der Zuschauerwertung (Rang 1 in 49 Wochen, Rang 3 im 20:00 Uhr-Band). Der Tod von Sagar und Vidya in Episode 389 bedeutete den Wendepunkt in der Serie und hatte negative Auswirkungen auf die Zuschauerzahlen. Im Oktober 2008 konnte nach über 500 Episoden noch ein Target Rating Point (TRP) von 2,63 erzielt werden. Das Kreativ-Team entschied, Sindoora sterben zu lassen, um wieder hohe Einschaltquoten zu erzielen, aber die Quoten gingen stetig bergab. Im Dezember 2008 konnte nur noch eine TRP von 1.93 erreicht werden.
Die Entscheidung Sindoora wieder in die Serie zurückzuholen, brachte kurzzeitig wieder höhere Quoten, was jedoch nicht anhielt. Zunächst wurde das Show-Ende für den 13. März 2009 verkündet.
Die 700. und letzte Folge wurde dann zwei Monate später am 28. Mai 2009 gesendet.

## Auszeichnungen
2007: 7th Indian Telly Awards
- On-Screen Couple Of The Year – Sharad Malhotra & Divyanka Tripathi als Sagar & Vidya
- Best Fresh New Face (Female) – Divyanka Tripathi als Vidya
- Best Actor In A Comic Role (Female) – Snehal Sahay als Shalu
- Best Daily Serial – Banoo Main Teri Dulhann
- Best Actor In A Negative Roe (Female) – Kamya Punjabi als Sindoora
- Best Actor Male (Critics) – Sharad Malhotra als Sagar

2007: Indian Television Academy Awards
- IDEA Champion Popular Show Of The Year – Banoo Main Teri Dulhann
- Best Actress (Popular) – Divyanka Tripathi als Vidya

2008: 8th Indian Telly Awards
- Best Actor Popular (Male) – Sharad Malhotra als Sagar